# Lebuana (Ort)
Lebuana ist ein osttimoresischer Ort im Suco Luculai (Verwaltungsamt Liquiçá, Gemeinde Liquiçá).

## Geographie
Das Dorf Lebuana liegt im Süden der Norden der Aldeia Lebuana in einer Meereshöhe von 837 m auf einem Berg zwischen den Flüssen Caray im Süden und Eanaloa im Norden, Quellflüsse des Gularkoo. Es besteht aus einigen kleinen Weilern und einzelnen Häusern, die an der Straße, die den Süden der Aldeia durchquert aufgereiht sind. Die Straße führt nach Westen in das Nachbardorf Metagou und in den Osten zum Suco Metagou. Jenseits des Tales des Caray liegt das Dorf Luculai.